# Краун-Пойнт (Нью-Йорк)
Краун-Пойнт (англ. Crown Point) — місто (англ. town) в США, в окрузі Ессекс штату Нью-Йорк. Населення — 2042 особи (2020).

## Демографія
Згідно з переписом 2010 року, у місті мешкали 2024 особи в 828 домогосподарствах у складі 569 родин. Було 1126 помешкань
Расовий склад населення:
| - 97,7 % — білих - 0,9 % — азіатів - 0,1 % — чорних або афроамериканців |

До двох чи більше рас належало 0,7 %. Частка іспаномовних становила 1,1 % від усіх жителів.
За віковим діапазоном населення розподілялося таким чином: 20,6 % — особи молодші 18 років, 63,0 % — особи у віці 18—64 років, 16,4 % — особи у віці 65 років та старші. Медіана віку мешканця становила 43,5 року. На 100 осіб жіночої статі у місті припадало 104,0 чоловіків;  на 100 жінок у віці від 18 років та старших — 107,1 чоловіків також старших 18 років.
Середній дохід на одне домашнє господарство  становив 64 924 долари США (медіана — 52 878), а середній дохід на одну сім'ю — 73 466 доларів (медіана — 57 468). Медіана доходів становила 56 818 доларів для чоловіків та 31 450 доларів для жінок. За межею бідності перебувало 13,2 % осіб, у тому числі 10,8 % дітей у віці до 18 років та 8,9 % осіб у віці 65 років та старших.
Цивільне працевлаштоване населення становило 741 особа. Основні галузі зайнятості: виробництво — 29,1 %, освіта, охорона здоров'я та соціальна допомога — 20,0 %, науковці, спеціалісти, менеджери — 11,5 %, роздрібна торгівля — 7,4 %.